# Renommage des toponymes en Extrême-Orient en 1972
Le renommage des toponymes en Extrême-Orient en 1972 est un changement massif dans les noms des toponymes et des localités dans le kraï du Primorié, ainsi que dans une moindre mesure dans le kraï de Khabarovsk, dans l'oblast de l'Amour et dans l'oblast autonome juif. Il a consisté en des changements des noms autochtones aux noms russophones à partir de 1972 jusqu'en 1974. Environ 500 lieux ont été renommés, dont 100 localités. Le changement de nom est survenu à la suite du conflit frontalier sino-soviétique de 1969 sur l'île Damanski. La plupart (mais pas tous) des noms de lieux remplacés étaient d'origine chinoise.

## Histoire
Le territoire actuel de la région, avant la convention de Pékin de 1860, était considéré comme un territoire vassal des Mandchous, qui, au milieu du XVIIe siècle, conquirent la Chine (avec la Mongolie) et placèrent la dynastie mandchoue Qing sur le trône impérial. Les colons russes qui fondèrent les postes militaires russes et les premiers domaines vécurent pendant plusieurs décennies sur le territoire du kraï du Primorié (Oussouri du Sud) avec les peuples toungouses tels que les Orotches, Oudihés, Nanaïs, un petit nombre de Mandchous et descendants d'autres peuples qui faisaient auparavant partie de l'État Jürchen et Mandchou par la population indigène. Ainsi, jusqu'en 1972, dans le kraï du Primorié, les noms de nombreux lieux étaient d'origine chinoise, ou toungouse-mandchoue (autochtone). Dans une moindre mesure, de tels toponymes ont été trouvés dans le kraï de Khabarovsk et l'oblast de l'Amour.
Sur le territoire annexé à la Russie par le comte Mouraviov-Amourski en 1860, vivaient un certain nombre de Chinois, pour la plupart des migrants, car la résidence permanente des Chinois sur les terres mandchoues était limitée, et parfois totalement interdite, par la dynastie mandchour Qing. Sur le territoire de l'actuel Primorié, les Chinois se livraient à l'agriculture, à la chasse, à l'exploitation du bois, à la pêche, au vol, à l'exploitation minière (principalement de l'or), à la cueillette et au commerce.
Les géographes russes (Arseniev, Venioukov, Prjevalski), lorsqu'ils étudiaient la région, ont mis sur des cartes des noms aborigènes déjà existants.
Au moment où les premières colonies russes de Possiet, Vladivostok, Slavianka sont apparus dans la partie sud de la région du sud de l'Oussouri, les noms aborigènes de la famille linguistique toungouse et ceux chinois coexistaint. Les noms russes sont apparus principalement autour des îles, des caps et des baies (île Rousski, baie de Slavianka), car la colonisation russe était au début nettement navale. Les noms autochtones ont ensuite été utilisés par les colons russes et sont restés jusqu'en 1972.

## Campagne de renommage
En 1972-1974, à la suite du conflit frontalier sino-soviétique de 1969 sur l'île Damanski dans le kraï du Primorié et, dans une moindre mesure, dans les régions voisines, l'URSS a fait un renommage massif des lieux afin d'enlever les toponymes d'origine chinoise. En détail, il y a eu 473 changements de noms dont 2 villes, une centaine de localités, 2227 rivières, 46 baies, 37 sommets, 20 lacs, 8 massifs, 6 lacs, 5 baies et d'autres lieux.
Dans le même temps, non seulement les noms chinois ont été remplacés (Suífēn Hé a été renommé en rivière Razdolnaïa par exemple), mais aussi les noms toungouses (par exemple, la rivière Admi en rivière Poïma).
Les noms de lieux non autochtones ont également souffert : par exemple, le golfe d'Amérique et la baie Mantchour ont été renommés respectivement le golfe de Nakhodka et la baie des Cormorans. Ces lieux portaient à l'origine le nom de navires russes qui effectuaient l'exploration des côtes de l'Extrême-Orient au XIXe siècle : la corvette Amerika et la cannonière Mandtchour (ru). Évidemment, tout toponyme dont la sonorité présentait des connotations politiques défavorables pour cette période était considéré comme peu fiable, quelle que soit l'origine de ce toponyme.
À la suite de ce changement de nom, le kraï du Primorié a largement perdu son identité toponymique. La plupart des nouveaux noms ne sont pas associés à la région historiquement, ethnographiquement ou géographiquement, comme par exemple, la rivière Ilistaïa (anciennement Lefu), la rivière Tikhaïa (anciennement Telianza), le mont Obzornaïa (anciennement Khalaza) et la baie Lazournaïa (anciennement Feldhausen ou Chamora).
Parmi le petit nombre de noms de lieux autochtones qui ont été préservés figurent les noms des rivières Oussouri, Soungatcha et Bikine et du lac Khanka.

## Liste des changements de nom
La liste ci-dessous identifie les anciens noms de lieux autochtones et leurs noms correspondants adoptés depuis 1972. La liste est triée par ordre alphabétique par lieux, indiquant les raïons (ou okrougs) dans lesquels ils se trouvent (conformément à la subdivision administrative actuelle du kraï du Primorié).
Quelques précisions :
1. Sur les anciennes cartes topographiques, différentes orthographes du nom peuvent être trouvées, par exemple Vanchia ou Vanqing (rivière Milogradovka).
2. Il existe les mêmes noms pour différents lieux, par exemple la rivière Tudagou (un affluent de la Partizanskaïa) et la rivière Tudagou (un affluent de l'Oussuri).
3. Certaines rivières des cours supérieurs, moyens et inférieurs peuvent avoir eu des noms chinois différents. Par exemple, la rivière Oussouri dans son cours supérieur s'appelait Yanmutkhouza, dans son cours moyen, Ulakhe et son cours inférieur, Oussouri proprement dit.
4. Certains lieux portant des noms non autochtones ont également été renommées.

## Raïons du kraï du Primorie
- Raïon d'Iman : raïon de Dalneretchensk
- Raïon de Tetioukhe : raïon de Dalnegorsk, actuellement okroug urbain de Dalnegorsk

## Localités du kraï du Primorié

### Villes
- Iman : ville de Dalnerechensk
- Soutchan : la ville de Partizansk
- Tetioukhe : la ville de Dalnegorsk